# Hellinsia kuinji

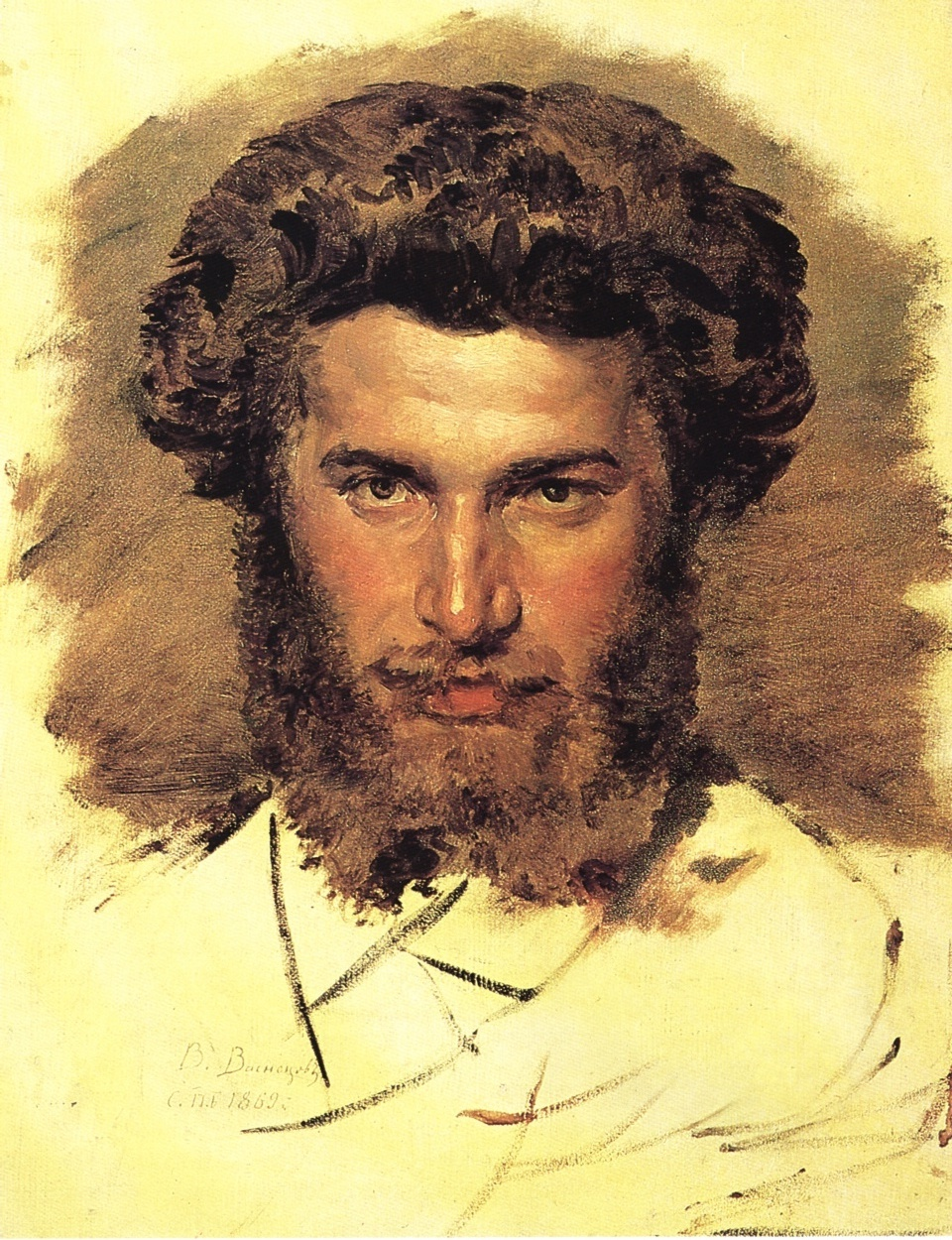
Художник Архип Куинджи (1842—1910), в честь которого назван новый вид

Hellinsia kuinji (лат.) — вид бабочек-пальцекрылок род Hellinsia из подсемейства Pterophorinae. Название дано в честь известного русского художника Архипа Ивановича Куинджи (1842—1910).

## Распространение
Центральная Америка: Гондурас.

## Описание
Небольшие молевидные бабочки с бахромчатыми расщеплёнными на лопасти крыльями. Размах крыльев от 19 до 20 мм. Голова с коричневыми волосками. Грудь палево-жёлтая, ноги желтовато-серые. Передние крылья палево-серые у костальных краёв затемнённые. Лоб без конусовидного пучка волосков, голова с тонкими губными щупиками, длина которых примерно равна диаметру глаз. Передние бахромчатые крылья на одну треть расщеплены на две части, а задние расщеплены на три части (вторая лопасть с 2 жилками). Окраска крыльев от беловато-серой до серовато-чёрной. Ветви жилок R3 и R4 сближены в основании, а жилки M3 и Cu1 находятся на общем стебле.
Вид был впервые описан в 2018 году российскими лепидоптерологами В. Н. Ковтуновичем (Москва, МОИП) и П. Я. Устюжаниным (Барнаул, Алтайский университет) с коллегами по материалам из Гондураса вместе с видами H. repini, H. shishkini, H. levitani, H. polenovi, H. savrasovi и H. vasnetsovi.